# Flandres (Bélgica)
A Flandres (em neerlandês: Vlaanderen; em francês: Flandre; em alemão: Flandern) é a região norte da Bélgica, ao passo que a região sul do país é designada por Valónia. Na Flandres fala-se o neerlandês, embora o dialeto local desta língua seja conhecido popularmente como flamengo (Vlaams), bem como os habitantes da região, designados como "flamengos" (Vlamingen). Considera-se que o flamengo e o neerlandês são uma e a mesma língua, embora com algumas variações regionais ao nível da terminologia.
Não é correto confundir a atual região belga de Flandres com o Condado da Flandres, que já não existe atualmente. Hoje em dia é necessário distinguir entre a Flandres belga e a Flandres francesa (localizada no norte da França). Ademais, a atual Flandres belga abrange áreas que não faziam parte do antigo Condado de Flandres, como as províncias de Brabante Flamengo, Antuérpia (que faziam parte do Ducado de Brabante) e Limburgo.

## População
A população flamenga é de origem predominantemente neerlandesa e a sua génese remonta ao período em que esta região fazia ainda parte dos Países Baixos. No entanto, a população da Flandres é também composta por inúmeros descendentes de imigrantes de diferentes continentes, ou pelos próprios imigrantes que buscam hoje nesta região uma vida melhor.
Durante a ocupação espanhola muitos protestantes abandonaram a região (que possui hoje uma maioria católica) e mudaram-se para a República das Sete Províncias Unidas dos Países Baixos.

### Religião
Historicamente, a Região da Flandres não possui uma religião oficial, mas predomina o catolicismo. Porém, e devido ao elevado número de imigrantes muçulmanos, o islamismo é praticado por 3% de toda a população, ao passo que as restantes religiões não representam mais do que 1% do total. Os ateus constituem 16,9% da população.

## Política
A Flandres é uma região administrativa e política belga criada desde que o país se formou. A Região da Flandres possui governo, parlamento e receitas próprias, sendo habitualmente denominada como Flandres (estas estruturas administrativas existem também na Região de Bruxelas-Capital, no centro do país, e na Região da Valónia, a sul). A Flandres tem procurado alcançar a maior autonomia possível desde que assumiu a liderança das regiões que contribuem para a economia belga, ultrapassando a Região da Valónia, de língua francesa, e a Região bilingue (francês e neerlandês) de Bruxelas-Capital.
Oficialmente, a cidade de Bruxelas é considerada como capital política da Flandres (pois é aí que estão sediados o Parlamento e o Governo flamengos), mas se perguntarmos a um flamengo qual é a capital da Flandres ele responderá certamente que é Antuérpia (Antwerpen), já que Bruxelas é também uma das três regiões belgas e não faz parte do território da Flandres. As leis da Região da Flandres não se aplicam no território da Região de Bruxelas-Capital.
Juridicamente, todas as funções desta região administrativa são desempenhadas pela Comunidade Flamenga. Assim sendo, as instituições oficiais como o Governo e o Parlamento Flamengo representam não apenas a população desta região mas também todos os flamengos residentes na Região de Bruxelas-Capital, que constituem apenas 5,3% da população total de Bruxelas.
A Região da Flandres está dividida em 5 províncias:
1. Antuérpia (em neerlandês: Antwerpen);
2. Limburgo (Limburg);
3. Flandres Oriental (Oost-Vlaanderen);
4. Brabante Flamengo (Vlaams-Brabant);
5. Flandres Ocidental (West-Vlaanderen).

### Separatismo
A História da fundação da Bélgica como país levou a que surgissem movimentos separatistas flamengos e valões. Do lado da Flandres, partidos como a Nieuw-Vlaamse Alliantie ou o extremamente conservador Vlaams Belang lutam pela separação.
Esta questão tem a sua génese no passado da Bélgica, quando a Valónia era a região mais rica e o seu povo menosprezava a Flandres e tudo o que dela vinha pelo facto de se considerar que os flamengos eram de condição mais modesta. Nesse período, os flamengos foram oprimidos por falarem uma língua diferente do francês, considerada como inferior, e possuíam poucos ou nenhuns direitos civis se comparados com os seus compatriotas da Valónia. Quando a situação se inverteu, muitos flamengos que se sentiam injustamente tratados adotaram uma posição radical.
Uma das grandes questões discutidas hoje é o alegado grande conservadorismo dos valões. Apesar de o neerlandês ser uma das línguas oficiais da Bélgica, poucos francófonos fazem questão de o aprender, optando até pelo idioma inglês quando se trata de comunicar com os seus compatriotas do norte. Em contrapartida, os flamengos esforçam-se por aprender a língua da Valónia (o francês), assim como o alemão, que é falado numa pequena parte do país (numa zona junto à fronteira alemã e que faz oficialmente parte da Valónia). Em estudos feitos anualmente na Bélgica nota-se que os flamengos falam o francês fluentemente,[parcial?] ao passo que o número de valões que falam neerlandês se mantém estável ou regista apenas um pequeno aumento. Nos últimos anos o inglês tem ocupado o primeiro lugar na aprendizagem de línguas e o francês apresenta um decréscimo. Além disso, existe ainda um forte sentimento de inimizade entre flamengos e valões, já que aqueles não perdoam o que estes lhes fizeram e os valões não aceitam que a Flandres seja a região economicamente mais importante do seu país.
Esta complexa situação está na origem da profunda crise política vivida pela Bélgica desde 2009, cujo aspeto mais visível é a dificuldade em constituir governo (como aconteceu em 2010-2011, quando o país ficou 541 dias sem governo). Entre os flamengos verifica-se uma significativa tendência para se defender a separação da Bélgica, ou seja, para obter a independência total da Flandres. A maioria parece, no entanto, rejeitar esta solução, sendo favorável a uma maior autonomia. Por outro lado, existem camadas da juventude belga, tanto na Valónia como na Flandres, que começaram a manifestar-se em 2011 contra o bloqueio político provocado pelo conflito entre as regiões, ridicularizando-o sob a designação de "guerra das batatas fritas".